# Stenoloba simplicilinea
Stenoloba simplicilinea là một loài bướm đêm trong họ Noctuidae.